# الیگنیویل (پنسیلوانیا)
الیگنیویل، پنسیلوانیا (به انگلیسی: Alleghenyville, Pennsylvania) یک منطقهٔ مسکونی در ایالات متحده آمریکا است که در پنسیلوانیا واقع شده‌است.

## خصوصیات
الیگنیویل ۱٬۱۳۴ نفر جمعیت دارد.